# فرد اونیگا
فرد اونیگا (انگلیسی: Fred Oniga) مربی بسکتبال اهل نیجریه است. او در سال ۲۰۰۶ سرمربی تیم ملی بسکتبال ایران بود. ال جلا، تیم ملی بسکتبال نیجریه، الجزیره امان، الاتحاد سوریه، تیم ملی بسکتبال اردن، الاهلی و دانشگاه علوم کاربردی اردن دیگر تیم‌هایی بودند که اونیگا هدایت آن‌ها را بر عهده داشته‌است.